# Ilhas Riau
As Ilhas Riau (em indonésio Kepulauan Riau) são uma província da Indonésia, desmembrada da província de Riau em julho de 2004 e composta pelo arquipélago de Riau e ainda pelos arquipélagos de Natuna, com ilhas ricas em gás natural, e das Anambas.
A capital é a localidade de Tanjung Pinang.
Fica localizado no Estreito de Malaca.